# 馬飼頭首工

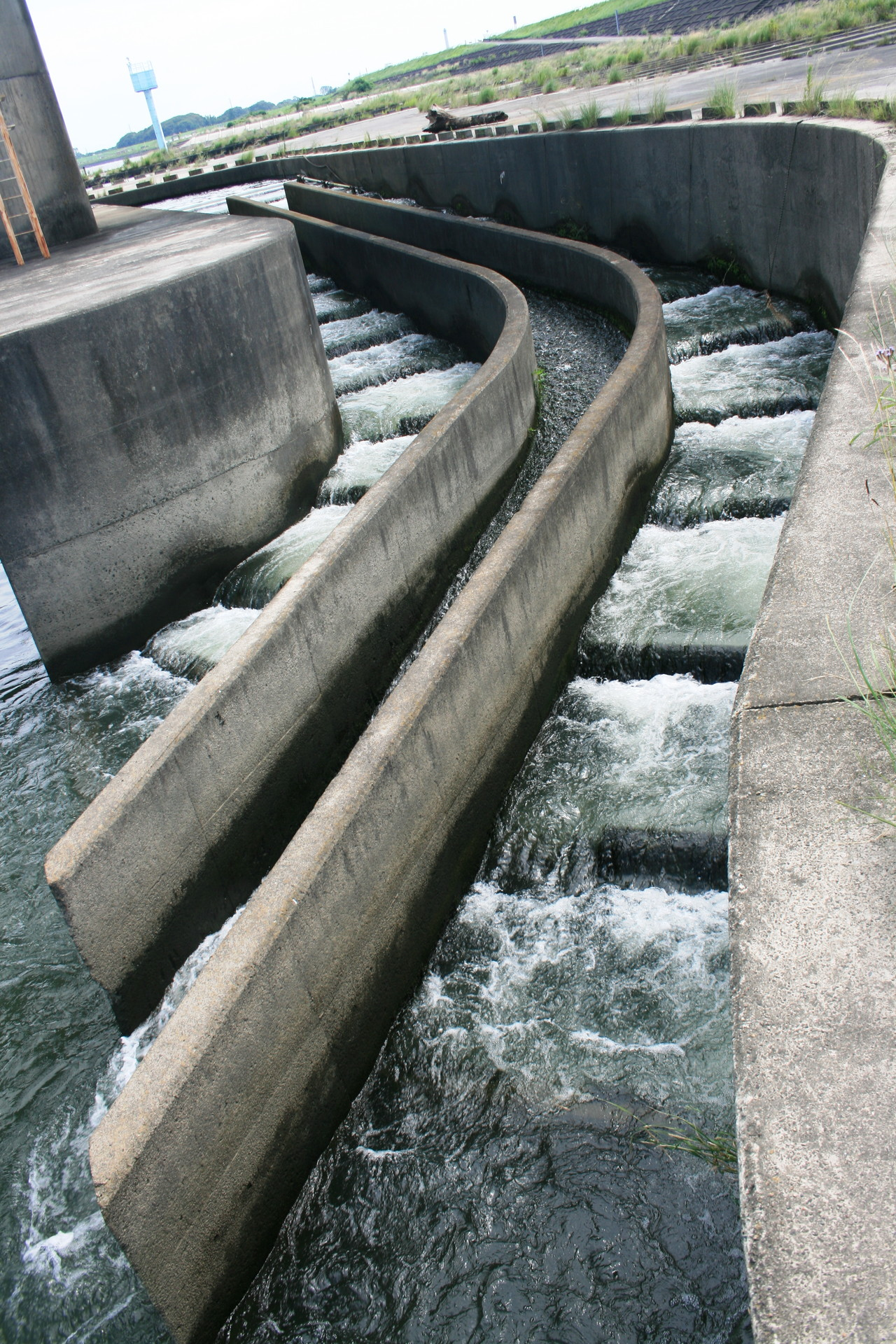
左岸端にある堰の魚道

馬飼頭首工（まがいとうしゅこう）は、木曽川本川下流部に建設された堰である。木曽川大堰とも呼ばれる。
木曽川河口から26 km上流、左岸愛知県稲沢市、右岸岐阜県羽島市の愛知・岐阜県境に建設された可動堰で独立行政法人水資源機構が管理している。全長：721.5m、幅：7.5m。本体の施工者は前田建設工業。

## 概要
木曽川用水下流部の水源として建設された。この地点には旧・佐屋川取水口があったが、堰の建設と共に改良されここから木曽川用水が流れ出している。
目的は上水道・工業用水・灌漑。愛知県名古屋市に上水道を供給。また、三重用水を通して三重県に上水道と灌漑用水を、濃尾地区一帯に工業用水を供給している。さらに、長良川にある長良川河口堰と連携し、長良導水を通して知多半島方面にも上水道や工業用水を供給している。
堰の管理用道路は、1976年（昭和51年）2月26日より岐阜県道・愛知県道134号桑原祖父江線・馬飼大橋（まかいおおはし）として供用されている。
これより下流には堰がなく、この下流が汽水域となりうる。アユなどの遡上の助けのために、堰には魚道が設けられている。